# Agrypon garciai
Agrypon garciai är en stekelart som beskrevs av Ian D. Gauld och Bradshaw 1997. Agrypon garciai ingår i släktet Agrypon och familjen brokparasitsteklar. Inga underarter finns listade i Catalogue of Life.